# モルタザ・ラヒモフ
モルタザ・グバイドゥロヴィチ・ラヒモフ（ロシア語: Муртаза Губайдуллович Рахимов, バシキール語: Мортаза Ғөбәйҙулла улы Рәхимов, 1934年2月7日 - 2023年1月11日）は、バシコルトスタン共和国の政治家。同国の初代大統領。4選（1993年、1998年、2003年、2006年）され、約17年間に渡って同共和国の大統領を務めた。

## 経歴
バシキール自治ソビエト社会主義共和国クガルチンスキー地区タワカノヴォ村出身。
ウファ石油専門学校卒業後、ソ連共産党第22回大会名称ウファ精油所で働く。1964年、働きながらウファ石油大学を卒業し、1986年、企業長に就任する。
1989年、ソ連人民代議員に選出。1990年3月、バシキール自治ソビエト社会主義共和国人民代議員に選出され、同年、共和国最高会議議長に就任した。当時のラヒモフは、共和国の主権と独立を主張しており、彼の最高会議議長在任時に共和国国家主権宣言が採択され、連邦条約が署名された。

### バシコルトスタン共和国大統領
1993年11月、連邦院代議員に推薦され、同年12月、全国民投票により初代バシキリア大統領に選出された。同月、新しいバシコルトスタン共和国憲法（2000年に改正）が採択された。1994年、連邦政府との権限分立に関する条約が署名され、共和国大統領は、行政地区・市の首長を任命する権利を得た。
1998年6月14日、対抗馬がいない状況下で大統領に再選。1999年4月、社会・政治ブロック「全ロシア」創設の発議者の1人となり、間もなく、ユーリ・ルシコフ率いる「祖国」と合流した（祖国・全ロシア）。祖国・全ロシアは統一ロシアに発展し、2001年12月、ラヒモフは同党の最高会議議員となった。
2003年12月の大統領選は、ラヒモフとサンクトペテルブルク出身のビジネスマン、セルゲイ・ヴェレメーンコとの一騎討ちとなった。対抗馬が出現した理由の1つは、連邦政府がラヒモフの息子のウラルが管理する共和国所有の石油会社「バシネフチ」と「バシネフチェヒム」の連邦への移管を要求していたことにあった。これに対し、ラヒモフは、連邦の干渉を避けるためバシネフチを民間会社の「バシキール・カピタル」に売却し、ウラルをその代表取締役に就任させた。12月21日の選挙において、ラヒモフは大統領に三選された。
2005年、ブラゴヴェシチェンスク市において民警が市民を不法拘束する事件が発生した後、ラヒモフ退陣を要求する野党の集会が始まった。同年、連邦政府との関係改善を模索したラヒモフは、息子のウラルに石油関連会社の民有化の結果を清算するよう要求した。その結果、130億ルーブルが連邦予算に編入された。
2006年9月、ラヒモフは自らの信任問題を提起した。同年10月、ウラジーミル・プーチン大統領はラヒモフを共和国議会に推薦し、全会一致でラヒモフが4期目の大統領に選出された。2007年10月、第5期国家院選挙において現地統一ロシアを指揮。
大統領職の他、バシコルトスタン共和国会議議長、バシコルトスタン共和国大統領会議議長、バシコルトスタン共和国社会安全省庁間会議議長を兼任し、ロシア連邦国家院の議員でもあった。
2010年7月、ラヒモフは任期（2011年11月まで）を残して辞表を提出し、7月15日にドミートリー・メドヴェージェフ連邦大統領は辞表を受理して、ルステム・ハミトフを大統領代行に任命した。同年10月22日よりウラル慈善財団の理事長を務めた。
2023年1月11日、入院していた首府ウファの退役軍人用の病院で88歳で死去。

## 受賞・勲章
バシキール自治ソビエト社会主義共和国功労石油専門家、ロシア・ソビエト連邦社会主義共和国功労合理化運動推進者。
「名誉記章」勲章、労働赤旗勲章、諸民族友好勲章、二等「祖国に対する貢献に対する」勲章を受章。

## 家族
息子のウラルは、2006年の『ファイナンス』誌の情報によればロシアで25位の金持ちとされ、その財産は720億ルーブル（25億ドル）と評価された。